# Ігри Співдружності 2010
Ігри Співдружності 2010 (англ. XIX Commonwealth Games, неофіційно — англ. 2010 Commonwealth Games) — проходили в Делі в Індії, з 3 по 14 жовтня 2010 року.
Загалом 6081 спортсмен із 71 країни Співдружності та залежних від неї країн змагалися у 21 виді спорту та 272 змаганнях, що зробило їх найбільшими Іграми Співдружності на той час. Це також була найбільша міжнародна мультиспортивна подія, яка проходила в Делі та Індії, затьмаривши Азійські ігри 1951 та 1982 років. Церемонії відкриття та закриття відбулися на стадіоні Джавахарлала Неру, головному стадіоні заходу. Індія вперше приймала Ігри Співдружності, і лише вдруге, ці змагання проводилися в Азії (Ігри 1998 року в Куала-Лумпурі були першими).

## Передісторія
Ігри Співдружності 2010 у Делі з 5 по 14 жовтня були організовані в типовому індійському стилі. До одинадцятої години нічого не було готове. Були побоювання, що захід доведеться скасувати. Звинувачення в корупції були масовими (після призупинення розслідування протягом періоду Ігор кілька слідчих справ були знову відновлені). Повідомлялося, що об'єкти значно гірші за прийнятні стандарти. Шотландська делегація знайшла собак у своїх ліжках в Ігровому селі; південноафриканці знайшли змію. Але, зрештою, Ігри успішно відбулися. «Ігри Співдружності 2010 завершилися тріумфом Індії», — написав лондонський «Guardian».
До ігор колишній міністр спорту Індії Мані Шанкар Айяр був особливо різким у своїй критиці. Через це він був змушений піти з посади міністра. «Навіть якби відсоток грошей, витрачених на Ігри Співдружності, був спрямований на справжній спорт, ми б виховали чемпіонів» заявив він.
За словами Айяра, проведення Ігор коштувало понад 15 мільярдів доларів США (70 000 крор рупій). Мельбурн, де чотири роки тому проходили Ігри 2006, витратив лише 1,4 мільярда доларів США. (Цифри в обох випадках дуже різняться залежно від того, що додається до загальної суми.) Сандіп Бамзай, старший редактор телевізійного каналу новин Headlines Today і автор книги «Guts and Glory: The Bombay Cricket Story», вважає, що фактичні витрати ще вищі.
Згідно зі звітом оргкомітету про стан готовності до Ігор Співдружності від 5 серпня, уряд Делі витратив 3,3 мільярда доларів США на інфраструктуру міста. Кілька центральних міністерств разом мали бюджет понад 1 мільярд доларів США. (Початковий бюджет Ігор, виділений у 2003 році, становив лише 500 мільйонів доларів США.) У порівнянні з цим, прямий дохід від трансляції, спонсорства та продажу квитків оцінювався у 500 мільйонів доларів США. Це звучить сумнівно, каже неурядова організація Центр небезпек у Делі.
Різниця між фактичними витратами на Ігри також пояснюється тим, що приватний сектор вклав багато грошей, і це, очевидно, не відображено в підрахунку уряду. Кілька нових готелів з'явилися в Делі та сусідньому Ґурґаоні, щоб обслуговувати очікуваних 50 000 іноземних та 140 000 місцевих відвідувачів. Туроператори та туристичні агенції також витратили багато грошей на покращення інфраструктури.
Інші приватні гравці зробили внесок у підтримку Ігор. Sahara Group, яка має інтереси у сфері фінансів і нерухомості та є офіційним спонсором індійських команд з крикету та хокею на траві, інвестувала понад 2 мільйони доларів США в діяльність, пов'язану з гостинністю. Вона також відремонтувала номери в Ігровому селі.
За місяць до Ігор усі індійські газети та телеканали були переповнені повідомленнями про те, як Індія пропустила всі дедлайни. Були пропозиції скасувати Ігри. Успішне завершення Ігор викликало тимчасову ейфорію.

## Церемонія відкриття

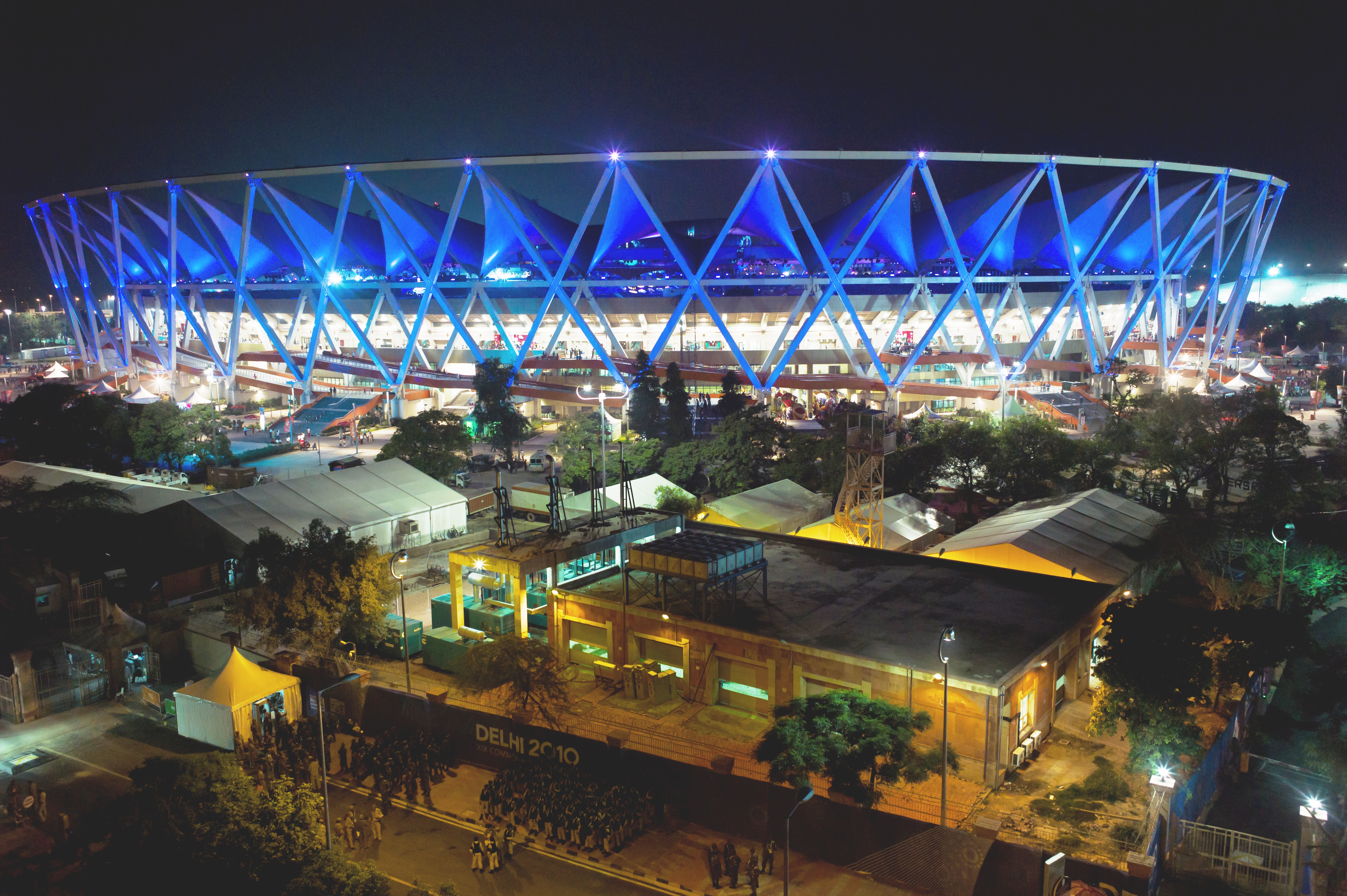
Стадіон Джавахарлала Неру під час відкриття Ігор 3 жовтня 2010 року

Церемонія відкриття відбулася о 19:00 3 жовтня на стадіоні Джавахарлда Неру, який вміщує близько 60 000 глядачів. Словами «Нехай Ігри починаються» гри відкрилала Пратібха Патіл, тодішній президент Індії.
Зв церемонією відкриття спостерігали в середньому 3 мільйони людей у всьому світі. Протягом вечора відбувалася візуалізація багатьох аспектів індійської культури, включаючи сегмент під назвою «Дерево пізнання». Загалом 480 танцюристів були задіяні в заході, щоб оживити подорож чотирма порами Індії. Принц Чарльз також виступив від імені королеви Єлизавети II, оскільки це була її перша відсутність на Іграх за 44 роки. Він процитував її слова, оголосивши: «Коли країни можуть змагатися разом у спорті, це служить натхненням для націй працювати разом заради миру в усьому світі».
Естафету королеви приніс на стадіон імені Джавахарлда Неру боксер Віджендер Сінґх, який потім передав її Мері Ком, п'ятиразовій чемпіонці світу з боксу. Самареш Юнг був наступним, хто отримав естафету після того, як його назвали найкращим учасником Ігор Співдружності 2006 року. Борець-чемпіон Сушил Кумар останнім тримав естафету перед тим, як передав її представнику королеви Єлизавети принцу Чарльзу.

## Церемонія закриття

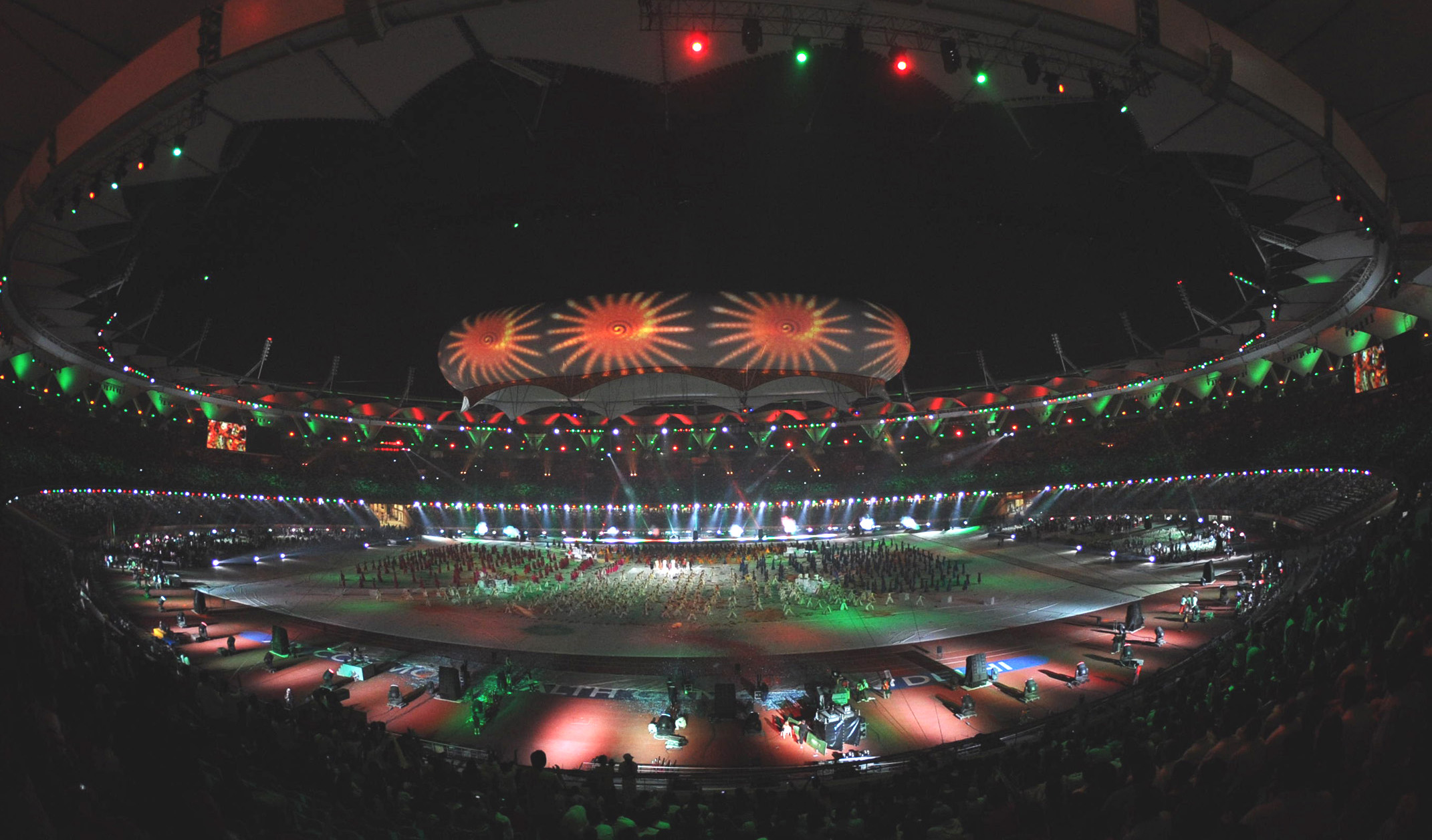
Церемонія закриття на стадіоні Джавахарлала Неру 14 жовтня 2010 року

Ігри завершилися церемонією закриття 14 жовтня 2010 року. Вона тривала дві з половиною години. Під час церемонії світові було показано яскраве відображення індійської культури, упорядковане в контрастні сегменти. Були продемонстровані навички восьми видів індійського бойового мистецтва, включаючи тхангу, гатку, воїнів-нага, дхан патту та талвар раас. Пізніше за цим фрагментом пішов твір під назвою «Данина нашій батьківщині», який виконали 2010 школярів під композицію А. Р. Рахмана «Vande Mataram».
Передача прапора завершила церемонію та почалася оголошенням головного міністра Делі Шелії Дікшіт. Вона сказала: «Через кілька хвилин церемоніальний прапор буде довірено вам, щоб ви вчасно доставили його до Глазго». Роберт Вінтер представляв Глазго під час прийняття прапора. Він оголосив: «Цей обов'язок я охоче берусь виконувати». Після цього прапор нарешті було передано лорду Сміту Кельвінському, який закликав країни Співдружності відвідати Ігри в Глазго в 2014 році.

## Ігри

### Асоціації ігор Співдружності країн, що взяли участь в Іграх
В Іграх Співдружності 2010 року взяла участь 71 країна. Оскільки Фіджі було виключено зі Співдружності, їй було заборонено брати участь в Іграх. Руанда вперше представила команду для участі в Іграх після того, як стала членом Співдружності у 2009 році. Кількість спортсменів від кожної країни вказана в дужках.

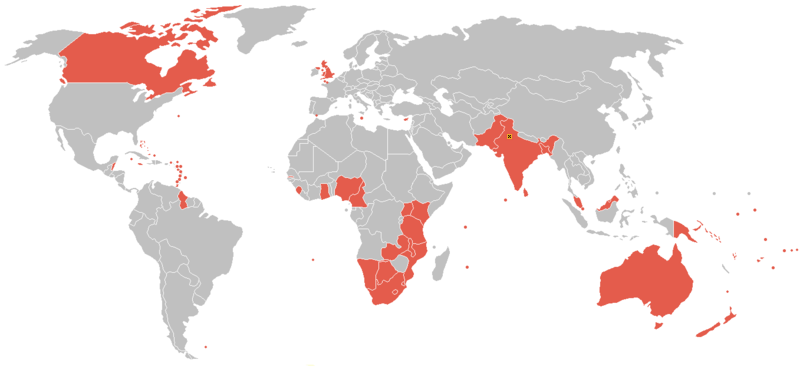
Країни — учасники Ігор.

| Країни і території Співдружності — учасники Ігор |
| --- |
| - Австралія (377) - Ангілья (12) - Англія (365) - Багамські Острови (24) - Бангладеш (70) - Барбадос (39) - Беліз (9) - Бермудські Острови (14) - Ботсвана (49) - Британські Віргінські Острови (2) - Бруней (12) - Вануату (14) - Гамбія (17) - Гана (64) - Гаяна (34) - Гернсі (43) - Гібралтар (15) - Гренада (10) - Джерсі (33) - Домініка (15) - Есватіні (11) - Замбія (22) - Індія (495) (господар) - Кайманові Острови (17) - Камерун (20) - Канада (251) - Кенія (136) - Кіпр (56) - Кірибаті (17) - Лесото (10) - Маврикій (55) - Малаві (43) - Малайзія (203) - Мальдіви (28) - Мальта (22) - Мозамбік (10) - Монтсеррат (5) - Намібія (30) - Науру (6) - Нігерія (101) - Нідерландські Антильські острови (17) - Ніуе (24) - Нова Зеландія (192) - Острів Мен (33) - Острів Норфолк (22) - Острови Кука (31) - Острови Святої Єлени, Вознесіння і Тристан-да-Кунья (4) - Острови Теркс і Кайкос (8) - Пакистан (54) - Папуа Нова Гвінея (79) - ПАР (113) - Північна Ірландія (80) - Руанда (22) - Самоа (53) - Сейшельські Острови (26) - Сент-Вінсент і Гренадини (14) - Сент-Кіттс і Невіс (7) - Сент-Люсія (13) - Сінгапур (68) - Соломонові Острови (12) - Сьєрра-Леоне (31) - Танзанія (40) - Токелау (1) - Тонга (22) - Тринідад і Тобаго (82) - Тувалу (3) - Уганда (65) - Уельс (175) - Фолклендські Острови (15) - Шотландія (191) - Шрі-Ланка (94) - Ямайка (48) |

### Види спорту
На Іграх Співдружності 2010 року проводилися змагання з 21 дисципліни у 17 видах спорту. В дужках вказана кількість комплектів нагород, що розігрувалась в тій, чи іншій дисципліні.
- Водні види спорту
  -  Стрибки у воду
  -  Плавання
  -  Артистичне плавання
- Стрільба з лука (8)
- Легка атлетика докладніше (46)
- Бадмінтон (6)
- Бокс (10)
- Велосипедний спорт
  -  Шосейний велоспорт
  -  Велоспорт на треку
- Гімнастика
  -  Спортивна гімнастика
  -  Художня гімнастика
- Хокей на траві (2)
- Боулз (6)
- Нетбол (1)
- Регбі-7 (1)
- Стрілецький спорт (44)
- Сквош (5)
- Настільний теніс (7)
- Теніс (5)
- Важка атлетика (15)
- Боротьба докладніше (21)

Кабадді був показовим видом спорту на Іграх.
Тріатлон був виключений з Ігор, оскільки не було відповідного місця для плавання. Організатори також виключили баскетбол, але включили стрільбу з лука, теніс і боротьбу. Незважаючи на високу поулярність, крикет не повернувся, оскільки Контрольна рада з крикету в Індії не була зацікавлена в турнірі Двадцять20, а організатори не хотіли одноденного турніру.

### Календар
| OC | Церемонія відкриття | ● | Кваліфікаційні змагання | 1 | Фінальні змагання | CC | Церемонія закриття |

| Жовтень                              | Жовтень                              | 3 Нд | 4 Пн | 5 Вт | 6 Ср | 7 Чт | 8 Пт | 9 Сб | 10 Нд | 11 Пн | 12 Вт | 13 Ср | 14 Чт | Кількість комплектів |
| ------------------------------------ | ------------------------------------ | ---- | ---- | ---- | ---- | ---- | ---- | ---- | ----- | ----- | ----- | ----- | ----- | -------------------- |
| Ceremonies                           | Ceremonies                           | OC   |      |      |      |      |      |      |       |       |       |       | CC    | Н/Д                  |
| Стрільба з лука                      | Стрільба з лука                      |      | ●    | ●    | ●    | 2    | 2    | 2    | 2     |       |       |       |       | 8                    |
| Легка атлетика                       | Легка атлетика                       |      |      |      | 2    | 7    | 8    | 9    | 8     | 7     | 9     |       | 2     | 52                   |
| Бадмітон                             | Бадмітон                             |      | ●    | ●    | ●    | ●    | 1    | ●    | ●     | ●     | ●     | ●     | 5     | 6                    |
| Бокс                                 | Бокс                                 |      |      | ●    | ●    | ●    | ●    | ●    | ●     | ●     |       | 10    |       | 10                   |
| Велосипедний спорт                   | Шосейний велоспорт                   |      |      |      |      |      |      |      | 2     |       |       | 2     |       | 4                    |
| Велосипедний спорт                   | Велоспорт на треку                   |      |      | 3    | 4    | 4    | 3    |      |       |       |       |       |       | 14                   |
| Стрибки у воду                       | Стрибки у воду                       |      |      |      |      |      |      |      | 3     | 2     | 3     | 2     |       | 10                   |
| Гімнастика                           | Спортивна гімнастика                 |      | 1    | 1    | 2    | 5    | 5    |      |       |       |       |       |       | 14                   |
| Гімнастика                           | Художня гімнастика                   |      |      |      |      |      |      |      |       |       | 1     | 1     | 4     | 6                    |
| Хокей на траві                       | Хокей на траві                       |      | ●    | ●    | ●    | ●    | ●    | ●    | ●     | ●     | ●     | 1     | 1     | 2                    |
| Боулз                                | Боулз                                |      | ●    | ●    | ●    | ●    | ●    | ●    | 2     | 2     | ●     | 2     |       | 6                    |
| Нетбол                               | Нетбол                               |      | ●    | ●    | ●    | ●    | ●    | ●    | ●     | ●     | ●     |       | 1     | 1                    |
| Регбі-7                              | Регбі-7                              |      |      |      |      |      |      |      |       | ●     | 1     |       |       | 1                    |
| Стрільба                             | Стрільба                             |      | ●    | 4    | 4    | 4    | 5    | 4    | 3     | 2     | 4     | 6     |       | 36                   |
| Сквош                                | Сквош                                |      | ●    | ●    | ●    | ●    | 2    |      |       | ●     | ●     | 3     |       | 5                    |
| Плавання                             | Плавання                             |      | 5    | 5    | 9    | 5    | 11   | 9    |       |       |       |       |       | 44                   |
| Артистичне плавання                  | Артистичне плавання                  |      |      |      | ●    | 2    |      |      |       |       |       |       |       | 2                    |
| Настільний теніс                     | Настільний теніс                     |      | ●    | ●    | ●    | ●    | 1    | 1    | ●     | ●     | 1     | 2     | 3     | 8                    |
| Теніс                                | Теніс                                |      | ●    | ●    | ●    | ●    | ●    | 2    | 3     |       |       |       |       | 5                    |
| Важка атлетика                       | Важка атлетика                       |      | 2    | 2    | 2    | 2    | 2    | 2    | 2     | 1     | 2     |       |       | 17                   |
| Боротьба                             | Боротьба                             |      |      | 3    | 4    | 4    | 3    | 3    | 4     |       |       |       |       | 21                   |
| Кількість комплектів медалей за день | Кількість комплектів медалей за день |      | 8    | 18   | 27   | 35   | 43   | 32   | 29    | 14    | 21    | 29    | 16    | 272                  |
| Кількість комплектів медалей на дату | Кількість комплектів медалей на дату |      | 8    | 26   | 53   | 88   | 131  | 163  | 192   | 206   | 227   | 256   | 272   | 272                  |
| Жовтень                              | Жовтень                              | 3 Нд | 4 Пн | 5 Вт | 6 Ср | 7 Чт | 8 Пт | 9 Сб | 10 Нд | 11 Пн | 12 Вт | 13 Ср | 14 Чт | Кількість комплектів |

## Медальний залік
| Місце                | Країна                   | Золото | Срібло | Бронза | Загалом |
| -------------------- | ------------------------ | ------ | ------ | ------ | ------- |
| 1                    | Австралія                | 74     | 55     | 48     | 177     |
| 2                    | Індія*                   | 38     | 27     | 36     | 101     |
| 3                    | Англія                   | 37     | 60     | 45     | 142     |
| 4                    | Канада                   | 26     | 17     | 32     | 75      |
| 5                    | Кенія                    | 12     | 11     | 10     | 33      |
| 5                    | ПАР                      | 12     | 11     | 10     | 33      |
| 7                    | Малайзія                 | 12     | 10     | 13     | 35      |
| 8                    | Сінгапур                 | 11     | 11     | 9      | 31      |
| 9                    | Нігерія                  | 11     | 10     | 14     | 35      |
| 10                   | Шотландія                | 9      | 10     | 7      | 26      |
| 11                   | Нова Зеландія            | 6      | 22     | 8      | 36      |
| 12                   | Кіпр                     | 4      | 3      | 5      | 12      |
| 13                   | Уельс                    | 3      | 6      | 10     | 19      |
| 14                   | Північна Ірландія        | 3      | 3      | 4      | 10      |
| 15                   | Самоа                    | 3      | 0      | 1      | 4       |
| 16                   | Ямайка                   | 2      | 4      | 1      | 7       |
| 17                   | Пакистан                 | 2      | 1      | 2      | 5       |
| 18                   | Уганда                   | 2      | 0      | 0      | 2       |
| 19                   | Багамські Острови        | 1      | 1      | 3      | 5       |
| 20                   | Ботсвана                 | 1      | 1      | 2      | 4       |
| 21                   | Науру                    | 1      | 1      | 0      | 2       |
| 22                   | Кайманові Острови        | 1      | 0      | 0      | 1       |
| 22                   | Сент-Вінсент і Гренадини | 1      | 0      | 0      | 1       |
| 24                   | Тринідад і Тобаго        | 0      | 4      | 2      | 6       |
| 25                   | Камерун                  | 0      | 2      | 4      | 6       |
| 26                   | Гана                     | 0      | 1      | 3      | 4       |
| 27                   | Намібія                  | 0      | 1      | 2      | 3       |
| 28                   | Шрі-Ланка                | 0      | 1      | 1      | 2       |
| 29                   | Папуа Нова Гвінея        | 0      | 1      | 0      | 1       |
| 29                   | Сейшельські Острови      | 0      | 1      | 0      | 1       |
| 31                   | Маврикій                 | 0      | 0      | 2      | 2       |
| 31                   | Острів Мен               | 0      | 0      | 2      | 2       |
| 31                   | Тонга                    | 0      | 0      | 2      | 2       |
| 34                   | Бангладеш                | 0      | 0      | 1      | 1       |
| 34                   | Гаяна                    | 0      | 0      | 1      | 1       |
| 34                   | Сент-Люсія               | 0      | 0      | 1      | 1       |
| Загалом (36 збірних) | Загалом (36 збірних)     | 272    | 275    | 281    | 828     |